# Кабрита, Фернанду
Фернанду да Силва Кабрита (порт. Fernando da Silva Cabrita; 1 мая 1923, Лагоа — 22 сентября 2014, Лореш) — португальский футболист, игравший на позиции нападающего, и тренер.

## Клубная карьера
Родившийся в Лагуше, Кабрита отыграл 14 из 18 лет в качестве игрока в высшем дивизионе страны, начав с «Ольяненсе». В сезоне 1943/1944 он показал свой лучший в карьере результат — 20 голов в 18 играх, что помогло его команде занять пятое место в чемпионате. Кабрита также представлял французский «Анже» и «Спортинг» из Ковильяна, прежде чем завершил карьеру в 1957 году.

## Карьера за сборную
Дебют за национальную сборную Португалии состоялся 11 марта 1945 года в товарищеском матче против сборной Испании (2:2). Всего за сборную Кабрита сыграл 7 матчей и забил 1 гол.

### Гол за сборную
| Дата          | Место                             | Соперник | Счёт | Результат | Турнир                  |
| ------------- | --------------------------------- | -------- | ---- | --------- | ----------------------- |
| 2 апреля 1950 | Эстадио Чамартин, Мадрид, Испания | Испания  | 3:1  | 5:1       | Квалификация на ЧМ 1950 |

## Карьера тренера
Кабрита начал работать тренером, ещё играя за «Портимоненсе» в 1959 году. Его первая постоянная работа на профессиональном уровне состоялась в сезоне 1967/1968, когда он временно исполнял обязанности тренера в «Бенфике» и привёл клуб к победе в национальном чемпионате, прежде чем его возглавил Отто Глория. В высшем дивизионе Португалии он также тренировал «Униан ди Томар», «Бейра-Мар», «Риу Аве», «Академику де Визеу» и «Пенафиел».
Кабрита был тренером национальной сборной Португалии в девяти матчах, начиная с 1983 года, после отставки Глории. Он возглавлял техническую комиссию вместе с тремя другими членами: Жозе Аугушту, Антониу Мораишем и Антониу Оливейрой. Помог команде дойти до полуфинала на чемпионате Европы 1984 года, где они проиграли Франции со счетом 2:3 в дополнительное время.

## Смерть
Кабрита умер 22 сентября 2014 года из-за дыхательной недостаточности в больнице Беатрис Анжело в Лореше. Ему был 91 год.

## Достижения

### Как тренер

#### «Раджа»
- Чемпион Марокко: 1988

### Индивидуальные
- Командор ордена Инфанта дона Энрике